# (400045) 2006 RA83
(400045) 2006 RA83 es un asteroide perteneciente al cinturón de asteroides, descubierto el 15 de septiembre de 2006 por el equipo del Spacewatch desde el Observatorio Nacional de Kitt Peak, Arizona, Estados Unidos.

## Designación y nombre
Designado provisionalmente como 2006 RA83.

## Características orbitales
2006 RA83 está situado a una distancia media del Sol de 2,621 ua, pudiendo alejarse hasta 2,891 ua y acercarse hasta 2,351 ua. Su excentricidad es 0,102 y la inclinación orbital 3,288 grados. Emplea 1550,26 días en completar una órbita alrededor del Sol.

## Características físicas
La magnitud absoluta de 2006 RA83 es 17,3.